# Hongqi HS7
Der Hongqi HS7 ist ein Sport Utility Vehicle der zum chinesischen Automobilhersteller China FAW Group gehörenden Marke Hongqi.

## 1. Generation (2019–2023)
Einen ersten Ausblick auf den HS7 der ersten Generation zeigte der Hersteller im April 2016 auf der Beijing Auto Show mit dem Hongqi S-Concept. Die bis zu siebensitzige Serienversion wurde im November 2018 auf der Guangzhou Auto Show vorgestellt. Der Produktionsstart und der Marktstart in China erfolgten im Juli 2019. In Japan wird die Baureihe seit Mai 2022 angeboten.

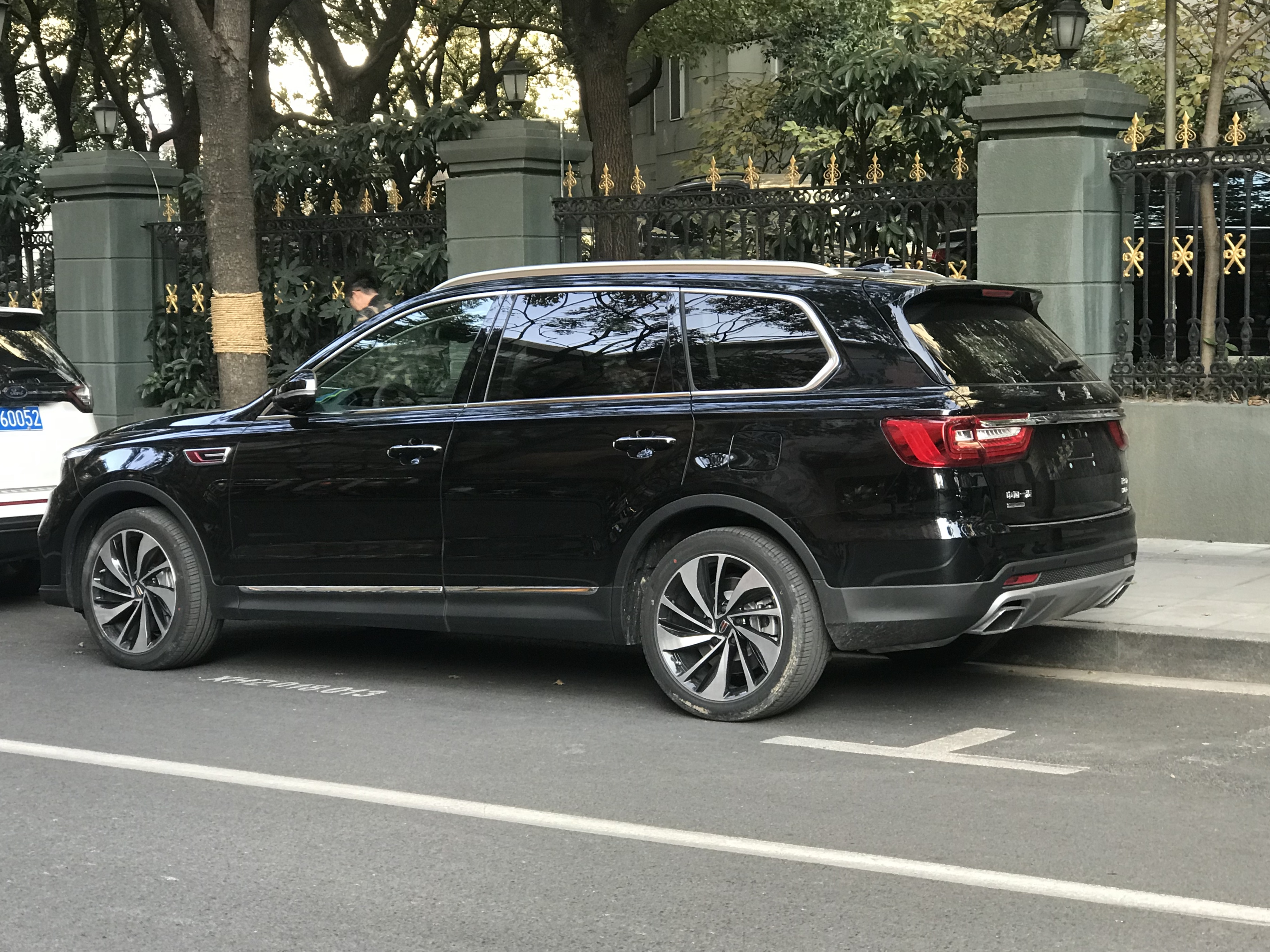
Heckansicht

### Technische Daten
Zum Marktstart stand für das 5,04 Meter lange SUV ein aufgeladener Dreiliter-Ottomotor mit 248 kW (337 PS) und einem 8-Stufen-Automatikgetriebe zur Verfügung. Im August 2020 folgte ein aufgeladener Zweiliter-Ottomotor mit 185 kW (252 PS) und einem 7-Stufen-Doppelkupplungsgetriebe.
|                                             | 2.0T                             | 3.0T                       |
| Bauzeitraum                                 | 08/2020–07/2023                  | 07/2019–07/2023            |
| Motorkenndaten                              |                                  |                            |
| Motortyp                                    | R4-Ottomotor                     | V6-Ottomotor               |
| Hubraum                                     | 1989 cm³                         | 2951 cm³                   |
| Motoraufladung                              | Turbolader                       | Turbolader                 |
| max. Leistung bei min−1                     | 185 kW (252 PS) / 5500           | 248 kW (337 PS) / 5500     |
| max. Drehmoment bei min−1                   | 380 Nm / 1800–4000               | 445 Nm / 3000–5000         |
| Kraftübertragung                            |                                  |                            |
| Antrieb, serienmäßig                        | Hinterradantrieb                 | Allradantrieb              |
| Getriebe, serienmäßig                       | 7-Stufen-Doppelkupplungsgetriebe | 8-Stufen-Automatikgetriebe |
| Messwerte                                   |                                  |                            |
| Leergewicht                                 | 2120–2175 kg                     | 2290–2355 kg               |
| Höchstgeschwindigkeit                       | 210 km/h                         | 230 km/h                   |
| Beschleunigung, 0–100 km/h                  | 8,4 s                            | 7,8 s                      |
| Kraftstoffverbrauch auf 100 km (kombiniert) | 8,6 l Super                      | 10,9 l Super               |
| Tankinhalt                                  | 75 l                             | 75 l                       |
| Abgasnorm                                   | China VI                         | China VI                   |

## 2. Generation (seit 2023)
Die zweite Generation der Baureihe wurde zunächst als Hongqi HS6 angekündigt. Offiziell vorgestellt wurde sie dann als HS7 auf der Shanghai Auto Show im April 2023. Auf dem chinesischen Heimatmarkt kam sie im August 2023 in den Handel. Eine Version mit Plug-in-Hybrid-Antrieb folgte im Juli 2024.

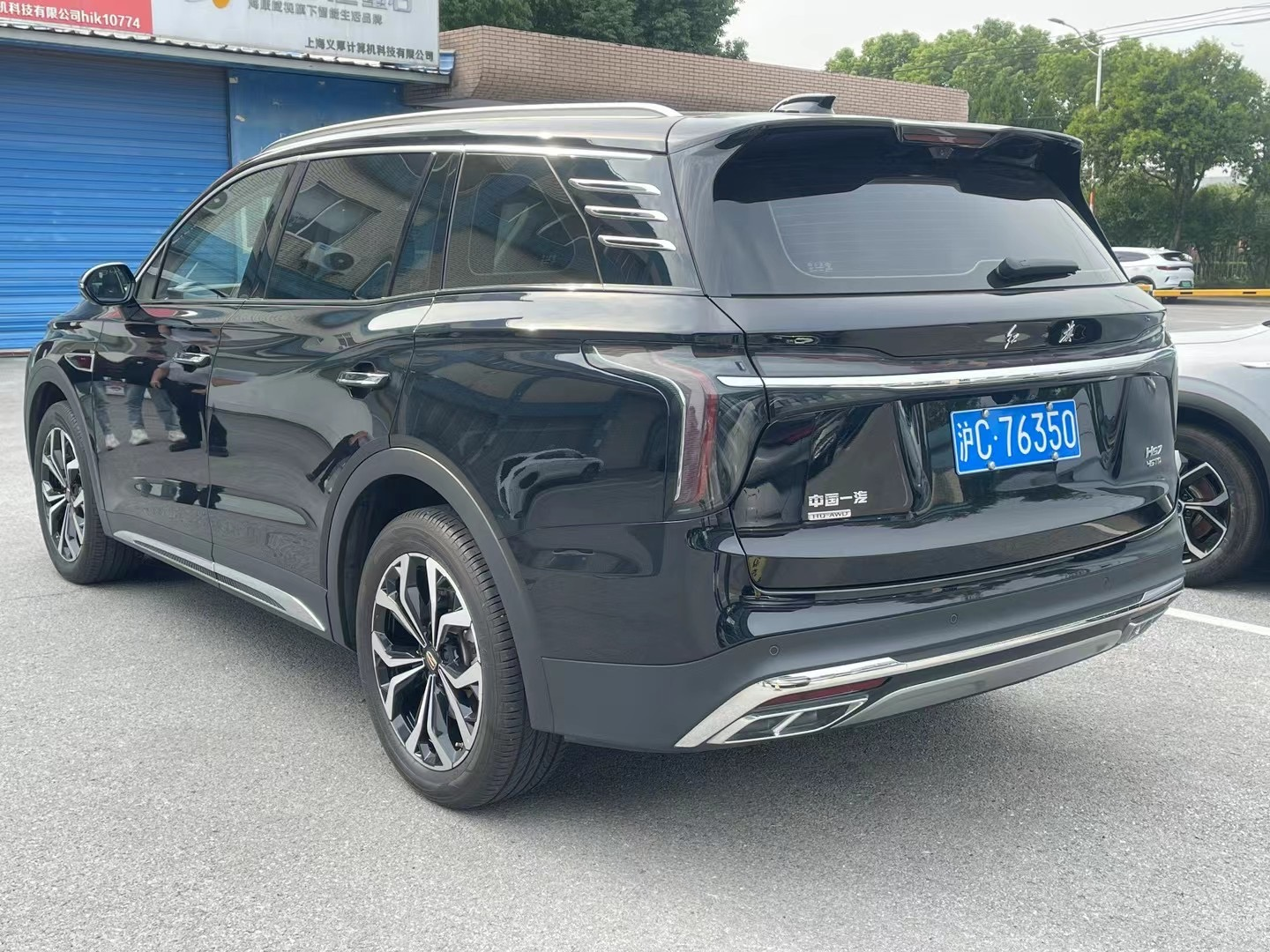
Heckansicht

### Technische Daten
Angetrieben wird die zweite Generation des HS7 vom aus dem Vorgängermodell bekannten Zweiliter-Ottomotor mit 185 kW (252 PS). Er ist nun als Mild-Hybrid ausgeführt und an ein 8-Stufen-Automatikgetriebe gekoppelt. Serienmäßig hat das Fahrzeug Vorderradantrieb, gegen Aufpreis ist Allradantrieb erhältlich. Der Plug-in-Hybrid nutzt den gleichen Verbrennungsmotor. Die Systemleistung liegt hier bei bis zu 358 kW (487 PS). Er nutzt einen 20,1-kWh-Lithium-Ionen-Akkumulator von CATL.
|                                             | 2.0T                        | 2.0T PHEV                   | 2.0T PHEV                       |
| Bauzeitraum                                 | seit 08/2023                | seit 04/2025                | seit 07/2024                    |
| Motorkenndaten                              |                             |                             |                                 |
| Motortyp                                    | R4-Ottomotor                | R4-Ottomotor + Elektromotor | R4-Ottomotor + 2 Elektromotoren |
| Hubraum                                     | 1989 cm³                    | 1989 cm³                    | 1989 cm³                        |
| Motoraufladung                              | Turbolader                  | Turbolader                  | Turbolader                      |
| max. Leistung Verbrenner                    | 185 kW (252 PS)             | 120 kW (163 PS)             | 120 kW (163 PS)                 |
| max. Leistung Elektro                       | —                           | 168 kW (228 PS)             | 168 kW (228 PS) + 70 kW (95 PS) |
| max. Systemleistung                         | —                           | 288 kW (392 PS)             | 358 kW (487 PS)                 |
| max. Drehmoment Verbrenner                  | 380 Nm                      | 260 Nm                      | 260 Nm                          |
| max. Drehmoment Elektro                     | —                           | 340 Nm                      | 340 Nm + 160 Nm                 |
| Kraftübertragung                            |                             |                             |                                 |
| Antrieb, serienmäßig                        | Vorderradantrieb            | Vorderradantrieb            | Allradantrieb                   |
| Antrieb, optional                           | (Allradantrieb)             | —                           | —                               |
| Getriebe, serienmäßig                       | 8-Stufen-Automatikgetriebe  | Dediziertes Hybridgetriebe  | Dediziertes Hybridgetriebe      |
| Messwerte                                   |                             |                             |                                 |
| Leergewicht                                 | 1920–1985 kg (2070–2080 kg) | 2200 kg                     | 2290 kg                         |
| Höchstgeschwindigkeit                       | 210–230 km/h (210–230 km/h) | 180 km/h                    | 180 km/h                        |
| Beschleunigung, 0–100 km/h                  | 8,5 s (8,8 s)               | 8,8 s                       | 6,8 s                           |
| Kraftstoffverbrauch auf 100 km (kombiniert) | 7,6 l Super (8,2 l Super)   | 1,4 l Super                 | 1,7 l Super                     |
| Tankinhalt                                  | 69 l                        | 57 l                        | 57 l                            |
| Energieinhalt Lithium-Ionen-Akkumulator     | —                           | 20,1 kWh                    | 20,1 kWh                        |
| Elektrische Reichweite nach WLTP            | —                           | 95 km                       | 83 km                           |
| Abgasnorm                                   | China VI                    | China VI                    | China VI                        |